# 威尔弗雷德·沃特斯
威尔弗雷德·沃特斯（英語：Wilfred Waters，1923年1月4日—2006年），英国男子自行车运动员。他曾代表英国参加1948年夏季奥林匹克运动会自行车比赛，获得男子团体追逐赛铜牌。